# Paul Gratzik
Paul Gratzik (Lindenhof, Prusia Oriental, (act. Polonia); 30 de noviembre de 1935-Eberswalde, Alemania; 18 de junio de 2018) fue un escritor alemán.

## Vida
Hijo de campesinos, después de acudir a la escuela se formó entre los años 1952 y 1954 como carpintero. Trabajó en la región del Ruhr, en Berlín y Weimar, y después lo hizo en una explotación de carbón en Schlabendorf am See. En 1962 fue funcionario de la Juventud Libre Alemana. Entre 1963 y 1966 estudió en el Institut für Lehrerbildung en Weimar y después trabajó como educador hasta 1971. En 1968 empezó a estudiar en el  Literaturinstitut Johannes R. Becher, aunque fue expulsado poco después. Desde 1971 fue escritor independiente. En 1974 empezó a trabajar en una industria a tiempo parcial en Dresde. En 1977 se trasladó a Berlín y fue autor del Berliner Ensemble. Entre 1962 y 1981 fue colaborador informal de la Stasi  con el alias «Peter»; sin embargo, una vez rechazó hacer un trabajo para la Stasi, por lo que a partir de 1984 fue vigilado por los servicios secretos. Desde 1981 vivió recluido  en Uckermark.
Paul Gratzik es autor de dramas y relatos. En 1980 recibió el premio Heinrich Mann. En 2011 se realizó un documental sobre su vida, Vaterlandsverräter, dirigido por Annekatrin Hendel.

## Obra
- Unruhige Tage. Schauspiel in sechs Bildern (1965)
- Malwa. Ein Spiel in sechs Bildern nach der gleichnamigen Erzählung von Maxim Gorki (1968)
- Warten auf Maria (1969)
- Umwege. Bilder aus dem Leben des jungen Motorenschlossers Michael Runna (1970)
- Der Kniebis (1971)
- Märchen von einem, der auszog das Fürchten zu lernen (1975)
- Lisa. Zwei Szenen (1976)
- Handbetrieb (1976)
- Transportpaule. Monolog (1977)
- Tschekisten (1980)
- Kohlenkutte. Roman (1982)
- Die Axt im Haus (1984)
- Gabis Ort (1988)
- Hans Wurst in Mogadischu (1994)
- Tripolis (1996)
- Litauische Claviere (1997)
- Der abenteuerliche Simplicissimus (1999)
- Der Führergeburtstag (2010)